# Cookeina tricholoma
Cookeina tricholoma är en svampart som först beskrevs av Jean François Montagne, och fick sitt nu gällande namn av Carl Ernst Otto Kuntze 1891. Cookeina tricholoma ingår i släktet Cookeina och familjen Sarcoscyphaceae.   Inga underarter finns listade i Catalogue of Life.

## Källor

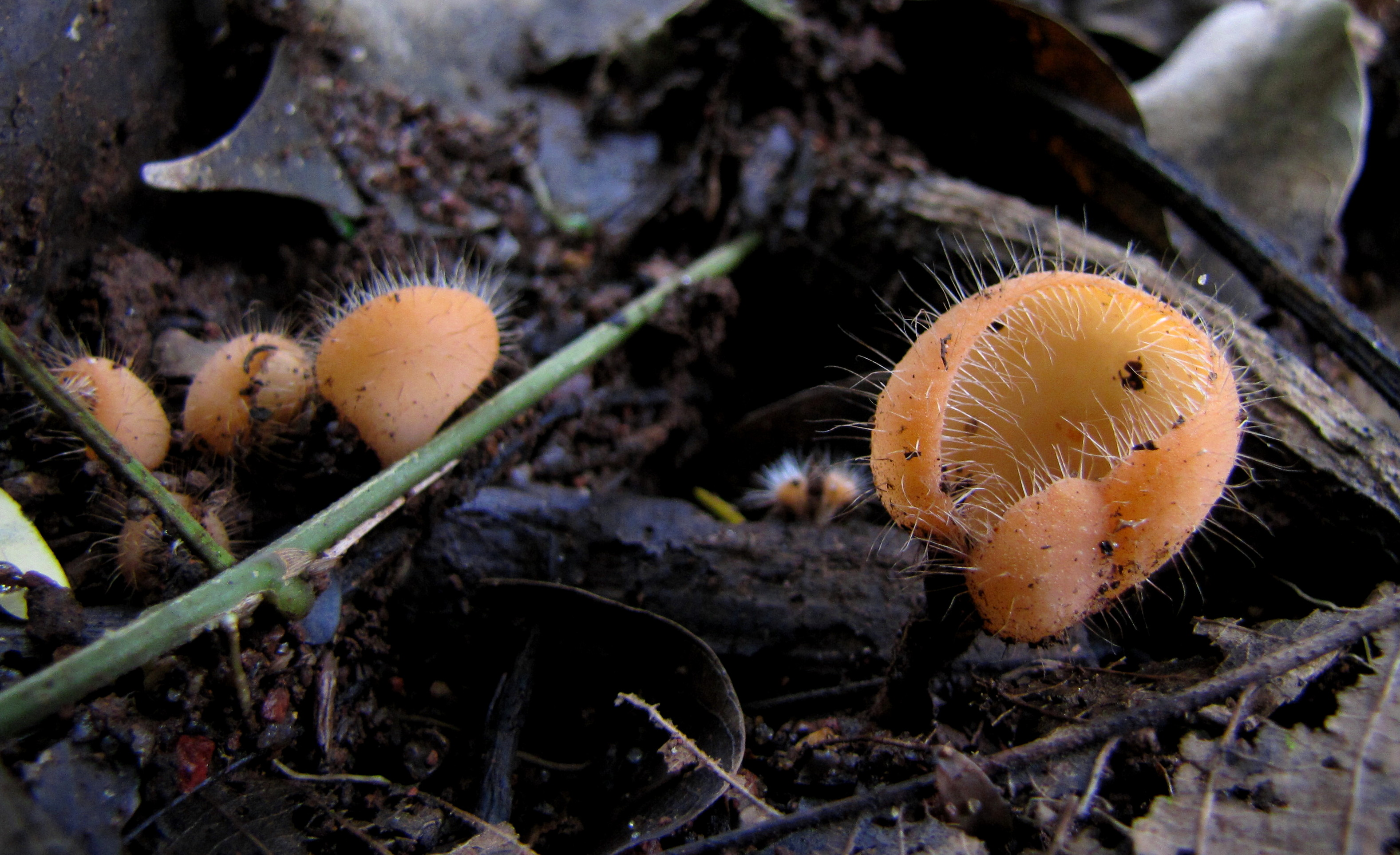
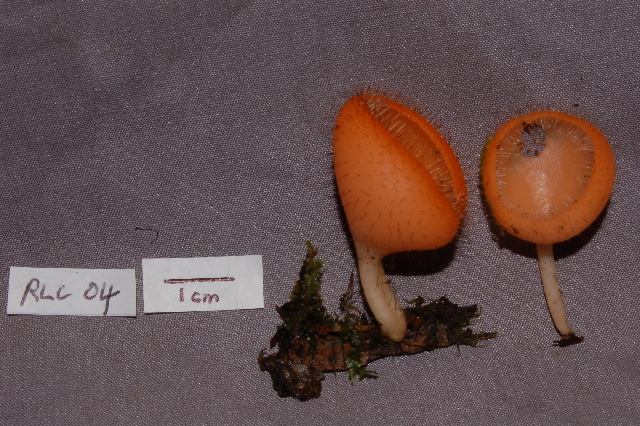
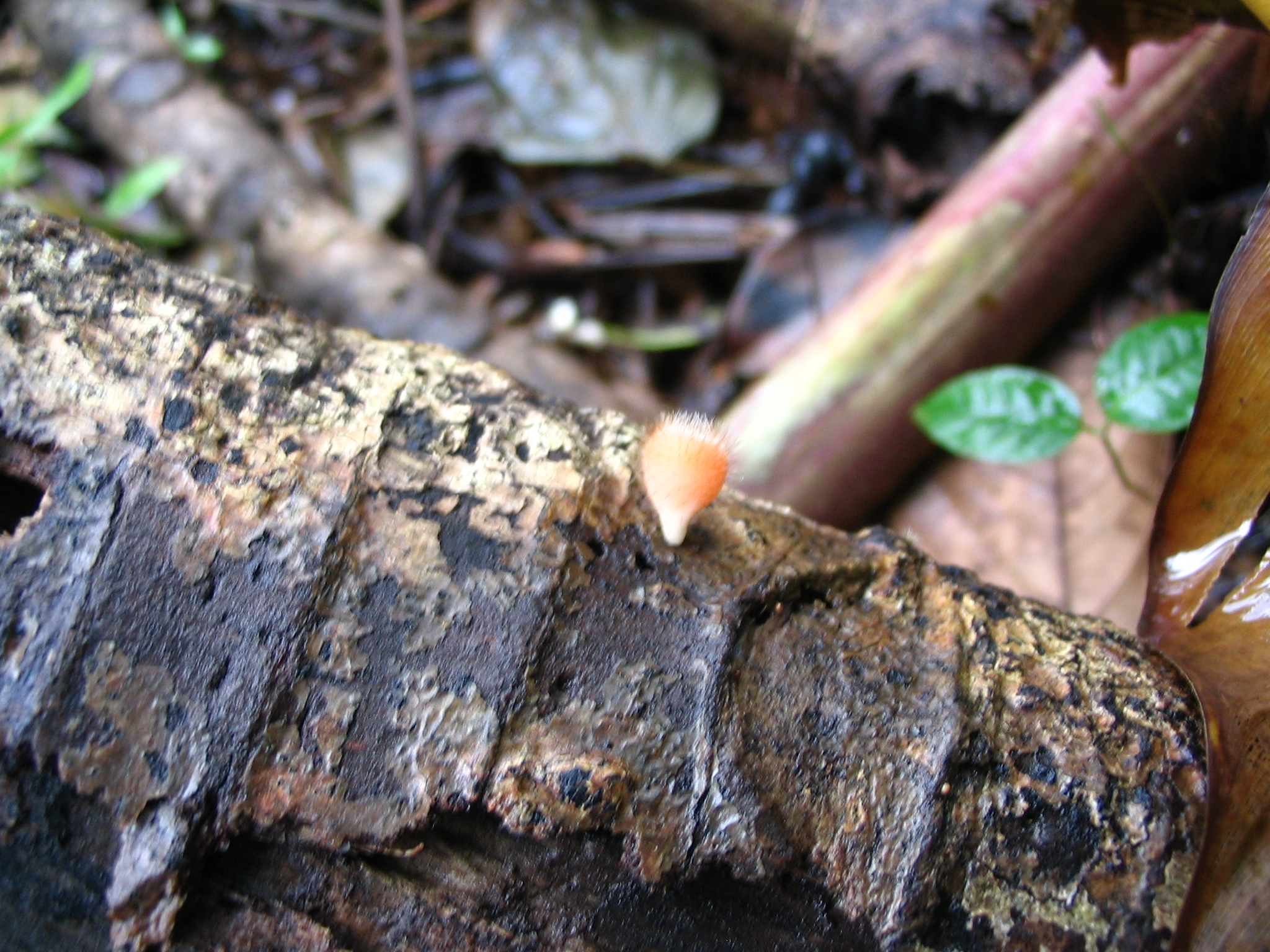